# Policías en acción (España)
Policías en acción fue un programa de televisión que mezclaba los géneros documental y telerrealidad. Se trata de la adaptación española del formato estadounidense COPS, que sigue y graba a agentes de policía de diversas ciudades de España durante las patrullas y otras actividades policiales, recogiendo cada semana entre siete y nueve casos. No obstante, el formato español cuenta con numerosas diferencias con respecto a COPS.

## Historia
A principios del mes de marzo de 2013, Atresmedia confirmó la preparación de un formato en el que periodistas y cámaras se infiltrarían en operaciones del Cuerpo Nacional de Policía, realizando así un programa similar al estadounidense COPS. Para realizar este programa, el grupo audiovisual firmó un acuerdo con el Ministerio del Interior.
En junio comenzaron las promociones del formato, el cual se estrenó el domingo 14 de julio de 2013 a las 21:30 horas.
En julio de 2013 y tras las buenas audiencias que cosechaba el programa La Sexta comunicó que 'Policías en acción' había sido renovado por una segunda temporada de otras 13 entregas.
Esas entregas se estrenaron el 10 de julio de 2014 a las 22h30 con una doble entrega y finalizaron el 25 de septiembre con el capítulo 13 de la segunda temporada.
El programa, producido por New Atlantis y en colaboración con el Ministerio del Interior (gracias a su acuerdo firmado con Atresmedia), se estrenó el domingo 14 de julio de 2013 en La Sexta.
Tras 10 entregas emitidas y 3 por emitir de la segunda temporada, el portal de televisión Fórmula TV, confirmó la renovación por una tercera temporada de otras 13 entregas para el verano de 2015.
El 22 de septiembre de 2016, tras 9 entregas emitidas y 4 por emitir de la 4.ª temporada, Fórmula TV confirmó que el programa tendría una Quinta temporada en 2017.
En julio de 2017 se confirma, Policías en acción ha sido cancelado tras la baja audiencia de la última temporada, el programa continuara en la cadena DMAX con el nombre de 091: Alerta Policía en otoño de 2017, y Ambulancias del mismo formato que Policías en Acción en AtresMedia también en otoño 2017.

## Episodios y audiencias
| Temporada | Temporada | Episodios | Estreno             | Final                    | Audiencia    | Audiencia | Audiencia |
| Temporada | Temporada | Episodios | Estreno             | Final                    | Espectadores | Cuotas    |           |
| --------- | --------- | --------- | ------------------- | ------------------------ | ------------ | --------- | --------- |
|           | 1         | 13        | 14 de julio de 2013 | 6 de octubre de 2013     | 1 096 000    | 7,8%      |           |
|           | 2         | 13        | 10 de julio de 2014 | 25 de septiembre de 2014 | 1 420 000    | 9,5%      |           |
|           | 3         | 13        | 22 de julio de 2015 | 14 de octubre de 2015    | 1 175 000    | 7,3%      |           |
|           | 4         | 13        | 14 de julio de 2016 | 15 de septiembre de 2016 | 845 000      | 6,2%      |           |
| Total     | Total     | 52        | 14 de julio de 2013 | 15 de septiembre de 2016 | 1 134 000    | 7,7%      |           |

### Temporada 1 (2013)
| N.º (serie) | N.º (temp) | Título                                                       | Fecha de emisión         | Audiencia         |
| ----------- | ---------- | ------------------------------------------------------------ | ------------------------ | ----------------- |
| 1           | 1          | «Destrozos en el hotel»                                      | 14 de julio de 2013      | 1 232 000 (9,6%)  |
| 2           | 2          | «La policía desarticula una banda organizada de atracadores» | 21 de julio de 2013      | 1 447 000 (11,1%) |
| 3           | 3          | «Mamá traficante»                                            | 28 de julio de 2013      | 1 324 000 (9,8%)  |
| 4           | 4          | «Tenencia ilícita de armas»                                  | 4 de agosto de 2013      | 1 220 000 (10,9%) |
| 5           | 5          | «Agresiones y peleas»                                        | 11 de agosto de 2013     | 963 000 (8,3%)    |
| 6           | 6          | «Ajuste de cuentas»                                          | 18 de agosto de 2013     | 877 000 (7,7%)    |
| 7           | 7          | «Redada en un club de alterne»                               | 25 de agosto de 2013     | 992 000 (8,2%)    |
| 8           | 8          | «La denunciante detenida»                                    | 1 de septiembre de 2013  | 1 208 000 (7,6%)  |
| 9           | 9          | «Acorralados»                                                | 8 de septiembre de 2013  | 858 000 (5,0%)    |
| 10          | 10         | «Amenazados de muerte»                                       | 15 de septiembre de 2013 | 1 028 000 (6,0%)  |
| 11          | 11         | «Reyerta de jóvenes»                                         | 22 de septiembre de 2013 | 1 021 000 (5,8%)  |
| 12          | 12         | «Celoso maltratador»                                         | 29 de septiembre de 2013 | 1 099 000 (5,9%)  |
| 13          | 13         | «Buscamos armas, drogas y documentación»                     | 6 de octubre de 2013     | 976 000 (5,4%)    |

### Temporada 2 (2014)
| N.º (serie) | N.º (temp) | Título                                            | Fecha de emisión         | Audiencia         |
| ----------- | ---------- | ------------------------------------------------- | ------------------------ | ----------------- |
| 14          | 1          | «Desarticulan una red de trata de blancas»        | 10 de julio de 2014      | 1 478 000 (9,2%)  |
| 15          | 2          | «Niña raptada en el metro»                        | 10 de julio de 2014      | 1 674 000 (12,1%) |
| 16          | 3          | «Plantación de marihuana en Granada»              | 17 de julio de 2014      | 1 694 000 (11,3%) |
| 17          | 4          | «A la caza del fugitivo»                          | 24 de julio de 2014      | 1 571 000 (10,9%) |
| 18          | 5          | «Jugando con fuego»                               | 31 de julio de 2014      | 1 176 000 (8,1%)  |
| 19          | 6          | «Búnker de la coca»                               | 7 de agosto de 2014      | 1 320 000 (10,2%) |
| 20          | 7          | «Inspección laboral en una nave industrial»       | 14 de agosto de 2014     | 1 180 000 (10,5%) |
| 21          | 8          | «A la caza del fugitivo»                          | 21 de agosto de 2014     | 1 260 000 (9,2%)  |
| 22          | 9          | «Una mafia experta en alunizajes»                 | 28 de agosto de 2014     | 1 305 000 (9,1%)  |
| 23          | 10         | «Prostitución callejera en Madrid»                | 4 de septiembre de 2014  | 1 774 000 (10,3%) |
| 24          | 11         | «Contra la esclavitud sexual»                     | 11 de septiembre de 2014 | 1 498 000 (8,5%)  |
| 25          | 12         | «Los grafiteros que actúan en el metro de Madrid» | 18 de septiembre de 2014 | 1 204 000 (6,5%)  |
| 26          | 13         | «Una ronda nocturna por la Cañada Real»           | 25 de septiembre de 2014 | 1 329 000 (7,0%)  |

### Temporada 3 (2015)
| N.º (serie) | N.º (temp) | Título                                                          | Fecha de emisión         | Audiencia        |
| ----------- | ---------- | --------------------------------------------------------------- | ------------------------ | ---------------- |
| 27          | 1          | «Una de las mayores incautaciones de droga de los últimos años» | 22 de julio de 2015      | 910 000 (6,4%)   |
| 28          | 2          | «Una explosión activa el protocolo de atentados»                | 29 de julio de 2015      | 1 064 000 (7,7%) |
| 29          | 3          | «Los hombres de Cabeza de cerdo, en guerra con un clan rival»   | 5 de agosto de 2015      | 957 000 (7,0%)   |
| 30          | 4          | «Atraco a un banco»                                             | 12 de agosto de 2015     | 1 016 000 (7,9%) |
| 31          | 5          | «El poder de las mamis en la red de prostitución»               | 19 de agosto de 2015     | 904 000 (7,0%)   |
| 32          | 6          | «Timbas chinas»                                                 | 26 de agosto de 2015     | 861 000 (6,3%)   |
| 33          | 7          | «Con las manos en la masa»                                      | 2 de septiembre de 2015  | 1 209 000 (7,3%) |
| 34          | 8          | «Hijos repudiados»                                              | 9 de septiembre de 2015  | 1 540 000 (8,9%) |
| 35          | 9          | «Apuñalado en la calle»                                         | 16 de septiembre de 2015 | 1 268 000 (6,9%) |
| 36          | 10         | «Ruedas de coca»                                                | 23 de septiembre de 2015 | 1 303 000 (7,2%) |
| 37          | 11         | «Acusado de homicidio»                                          | 30 de septiembre de 2015 | 1 245 000 (6,6%) |
| 38          | 12         | «Las células del hachís»                                        | 7 de octubre de 2015     | 1 384 000 (7,3%) |
| 39          | 13         | «Cazadores fugitivos»                                           | 14 de octubre de 2015    | 1 613 000 (8,5%) |

### Temporada 4 (2016)
| N.º (serie) | N.º (temp) | Título                                       | Fecha de emisión         | Audiencia        |
| ----------- | ---------- | -------------------------------------------- | ------------------------ | ---------------- |
| 40          | 1          | «Atraco a una farmacia»                      | 14 de julio de 2016      | 664 000 (4,6%)   |
| 41          | 2          | «Los agentes persiguen a un narcotraficante» | 14 de julio de 2016      | 909 000 (7,5%)   |
| 42          | 3          | «48 horas de alto riesgo»                    | 21 de julio de 2016      | 807 000 (5,7%)   |
| 43          | 4          | «Operación Chef»                             | 21 de julio de 2016      | 859 000 (7,5%)   |
| 44          | 5          | «Phising»                                    | 28 de julio de 2016      | 748 000 (5,5%)   |
| 45          | 6          | «Aeropuertos»                                | 4 de agosto de 2016      | 812 000 (6,1%)   |
| 46          | 7          | «Operación Chester»                          | 11 de agosto de 2016     | 719 000 (5,6%)   |
| 47          | 8          | «Prepárate Son Banya»                        | 18 de agosto de 2016     | 757 000 (5,9%)   |
| 48          | 9          | «Un mal día»                                 | 25 de agosto de 2016     | 846 000 (6,4%)   |
| 49          | 10         | «Operación travieso»                         | 1 de septiembre de 2016  | 1 037 000 (6,9%) |
| 50          | 11         | «Operación vesubio»                          | 8 de septiembre de 2016  | 981 000 (6,4%)   |
| 51          | 12         | «Inspección en el náutico»                   | 15 de septiembre de 2016 | 1 055 000 (6,4%) |
| 52          | 13         | «Operación Piedra»                           | 15 de septiembre de 2016 | 793 000 (7,0%)   |